# Сиссілі
Сіссілі (фр. Sissili) — одна з 45 провінцій Буркіна-Фасо. Знаходиться в регіоні Західно-Центральна область, столиця провінції — Лео. Площа Сіссілі — 7 136 км².
Населення станом на 2006 рік — 212 628 осіб.

## Адміністративний поділ
Сіссілі підрозділяється на 7 департаментів.